# Маунтенбайк

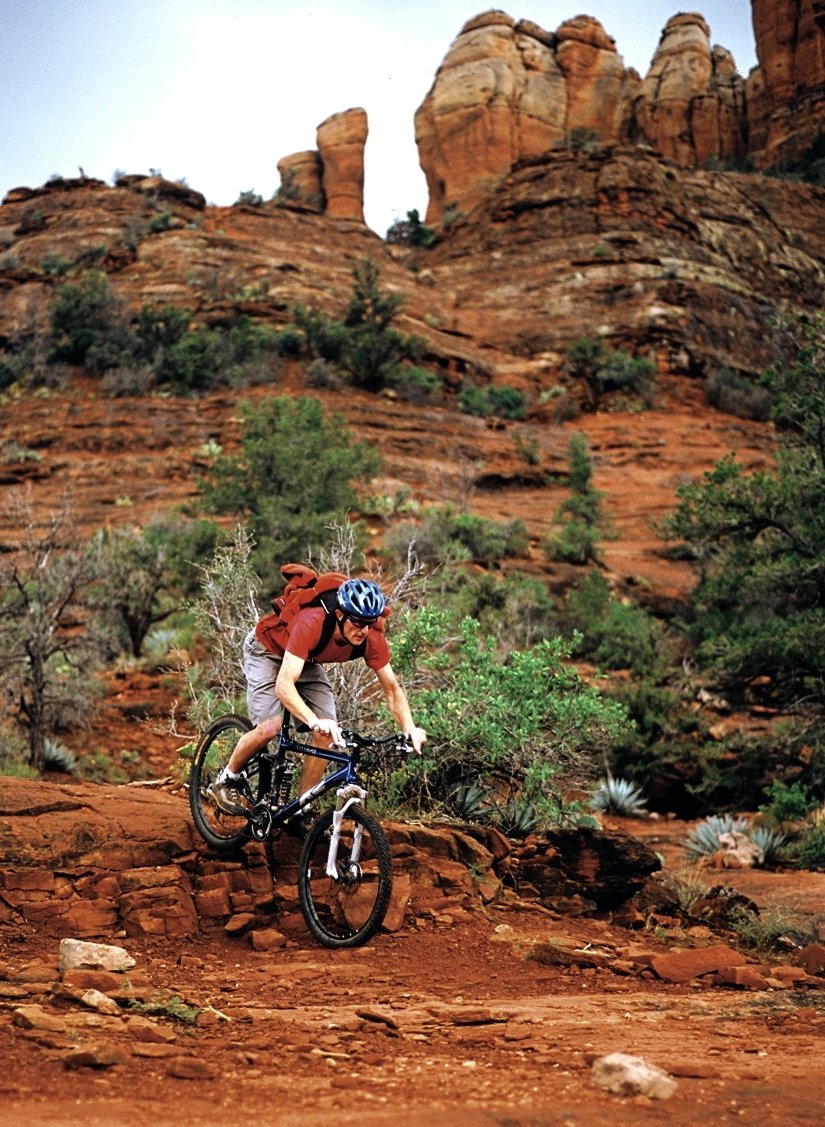
Гірський велосипедист в пустелі Аризони

Маунтинбайк (англ. mountain biking) — вид спорту, що включає їзду на велосипеді бездоріжжям, зазвичай пересіченою місцевістю за допомогою або спеціального обладнаного гірського або гібридного дорожнього велосипеда. Зазвичай гірські велосипеди поділяють загальні характеристики, призначенні забезпечити витривалість на поганій дорозі: широкі шорсткі шини, товсті трубки рами, амортизатори на передній вилці або на обох. В результаті гірський велосипед важить помітно більше дорожнього.
Зазвичай маунтбайк поділяють на чотири категорії: крос-кантрі, швидкісний спуск, фрирайд і триал/їзда вулицями. Кожна категорія характеризується певним типом самосвідомості спортсмена та типами велосипедів та додаткового обладнання.
Це індивідуальний вид спорту, що вимагає витривалості, здібностей управління та ремонту велосипеда та здатності покладатися на себе; ним можна займатися всюди від подвір'я до ґрунтової дороги, але здебільшого гірські велосипедисти вибирають бездоріжжя, погані ґрунтові дороги або вузькі стежки через ліси, гори та поля.
Багато аспектів гірського велоспорту більше нагадують біг стежками, ніж звичайний велоспорт. Оскільки велосипедисти часто опиняються далеко від цивілізації, в цьому спорті існує велика частка етики та покладання на себе. Велосипедисти повинні бути здатними відремонтувати дрібні поломки свого велосипеда, такі як проколота шина, ризикуючи інакше опинитися далеко від допомоги. Цей ризик, проте, додає динаміки спорту. В результаті часті групові поїздки, особливо на довгих шляхах.